# Brassica insularis
Espèce
Le Chou insulaire (Brassica insularis) est une plante vivace sauvage protégée de la famille des Brassicaceae. On le retrouve en France, disséminé en Corse (d'où l'un de ses noms vernaculaires, Chou de Corse) sur 10 stations[pas clair], en Italie sur l'île Pantelleria en Sardaigne, en Algérie orientale sur l'île et îlots de Zembra et en Tunisie dans la région du Cap Bon.

## Systématique
Le nom correct complet (avec auteur) de ce taxon est Brassica insularis Moris.
Ce taxon porte en français les noms vernaculaires ou normalisés suivants : Chou de Corse, Chou insulaire, Chou de Corse,, Chou insulaire,,, chou des îles,, Chou de Sardaigne.